# Mechanikailag szeparált hús

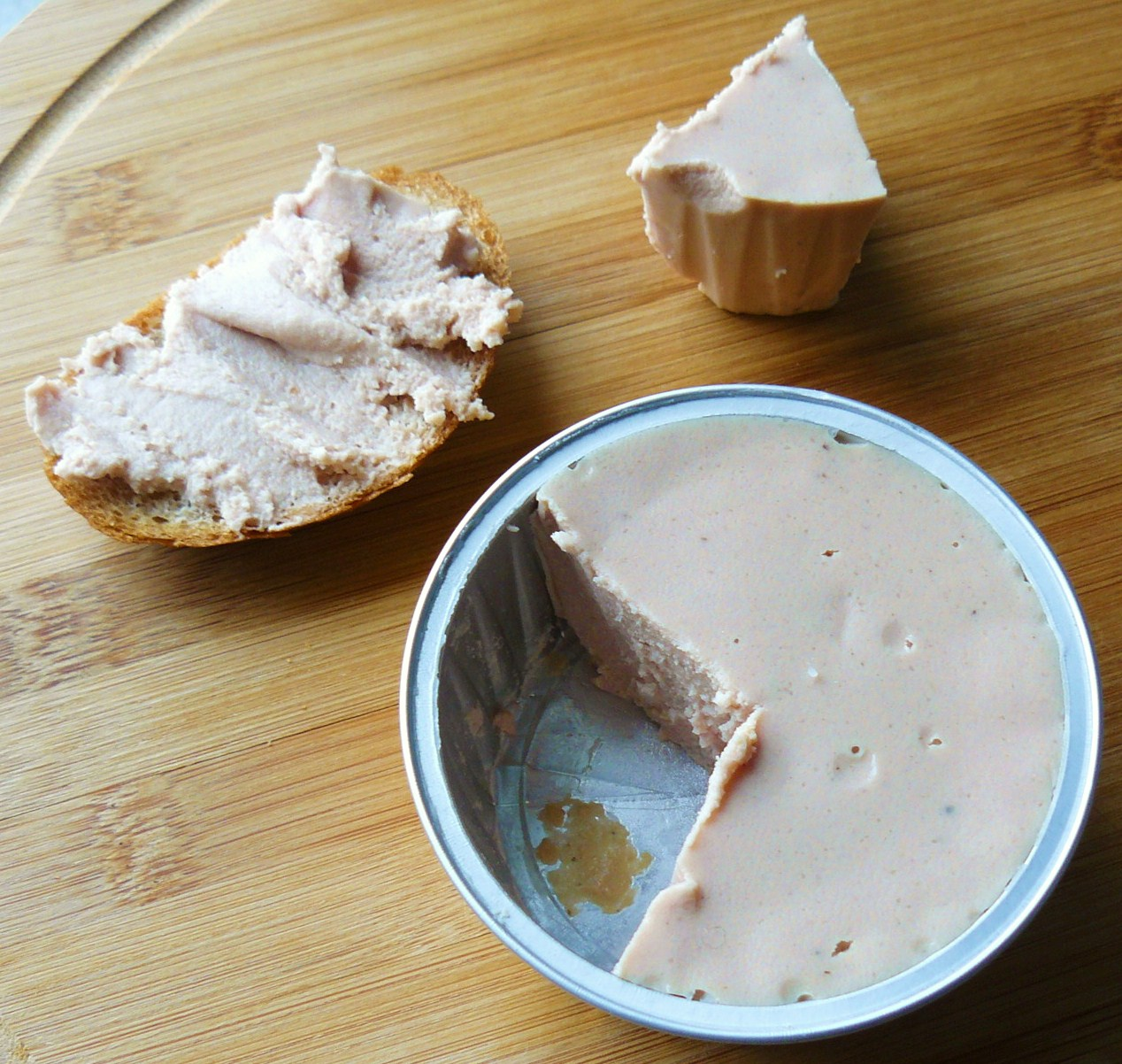
Mechanikailag szeparált húsból készült pástétom

A mechanikailag szeparált hús (angolul white slime) egy húsipari pépes állagú félkésztermék, amelyet a vágóállat kézi csontozása után visszamaradó ún. „hasított test” (csontváz az el nem távolított izommaradványokkal, inakkal, ízületekkel) élelmezési célra még felhasználható maradék izommaradványainak gépi (mechanikus) elválasztásával (szeparálásával) állítanak elő. A mechanikai szeparálásra többféle műszaki megoldást használnak, és a nyert termék is ettől függően különféle minőségű és állagú.

## Története
A gépi csontozást az motiválta, hogy a húsüzemekben a kézi csontozás után, vagyis miután a nagyobb húsokat levágták, az egyenetlen felületű csontokon jelentős mennyiségben maradt még harántcsíkoltizom-szövet, amit kézi úton már nem lehetett gazdaságosan kitermelni. A csontról történő gépi elválasztással párhuzamosan fejlődött a zsíros nyesedékekről történő húselválasztás is.
Gépi húselválasztást először az 1940-es évek végén használtak Japánban, ahol a filézett halmaradványokat vetették alá gépi szeparálásnak. A szeparálás a húskinyerést 10–20%-kal növelte, illetve a kisméretű vagy túl csontosnak tartott halak feldolgozását is lehetővé tette. A baromfi gépi csontozása az 1950-es években indult meg, a főleg csirke- és pulykanyak, illetve -farhát nehezebben lefejthető húsait tette gazdaságosan kinyerhetővé; ma az Európai Unióban forgalmazott hústermékek 2–4%-át állítják elő ilyen módszerrel. A marha- és sertéshúsok gépi elválasztása (főleg a gerinc szabálytalan csontjairól) az 1970-es években kezdődött, a kézi csontozással kinyert hús mellett ez évi több tízezer tonnával növeli meg a marha- és sertéshústermelést csak az Egyesült Államokban.

## Módszerek
A „mechanikai szeparálás” elnevezés azt hangsúlyozza, hogy a szeparálás nem vegyi úton történik. Használják még a mechanikailag elválasztott hús, mechanikailag lefejtett hús nevet is, azonban ezek a nevek félrevezetők lehetnek, mivel a húst a csontokról nem a köznapi értelemben „fejtik le” vagy „választják el” (vagyis nem levágják, ami szintén egy mechanikai folyamat), hanem gépi úton szeparálják. A hétköznapi angol nyelvben (Mechanically Separated Meat) a kissé eufemisztikus húsipari elnevezések helyett időnként a white slime („fehér nyálka”) elnevezést használják, utalva a pép érzékszervi tulajdonságaira. 

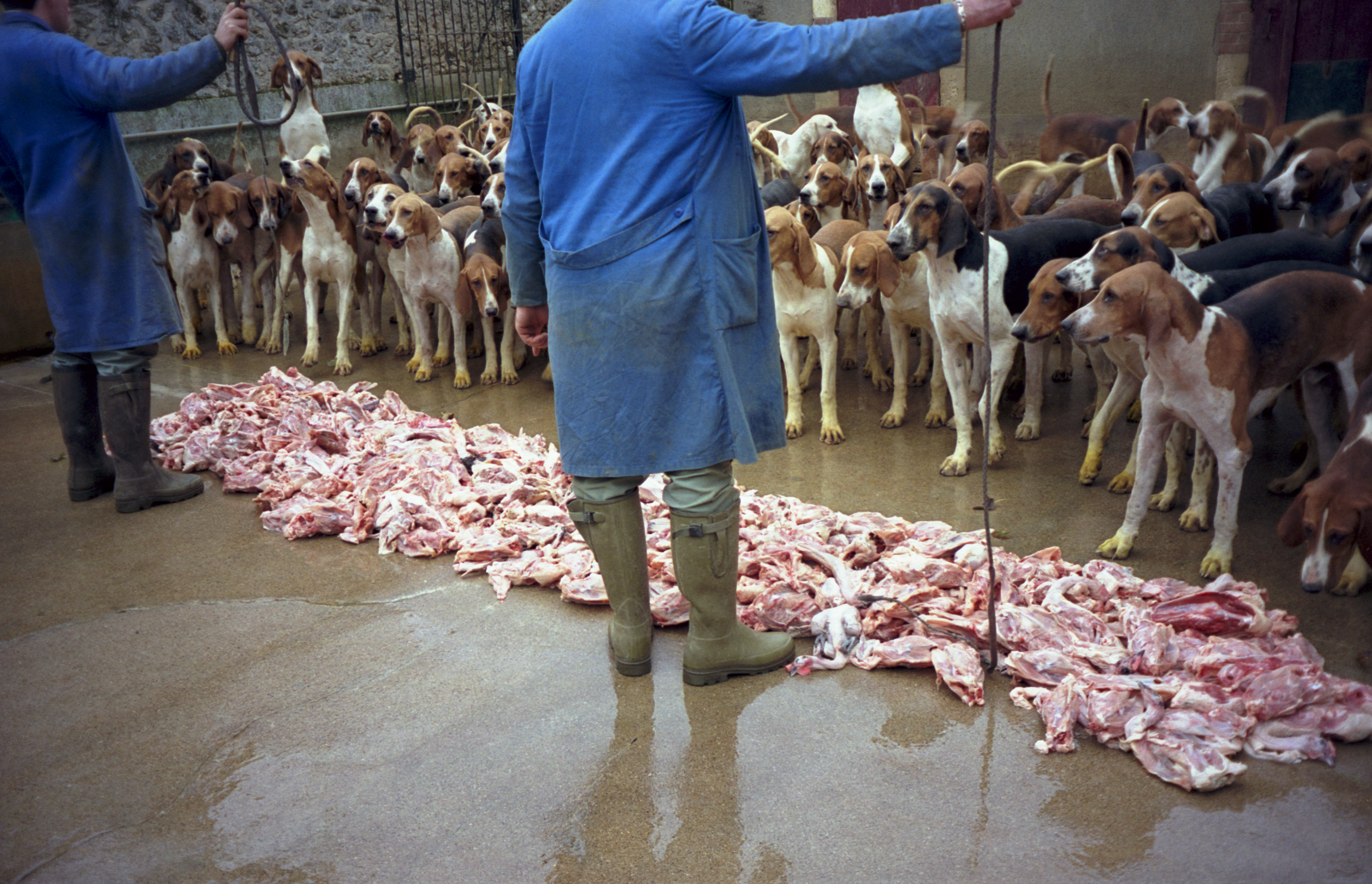
Vadászkutyák etetése a még csirkehús maradványokat is tartalmazó csontvázzal

A gyártás első lépéseként a még húsmaradványokat is tartalmazó csontvázat („hasított test”, angolul: carcass) és vágóhídi melléktermékeket szükség esetén fertőtlenítik (például ammóniagázzal), ezután nagyon finom péppé aprítják (aprítógépben, úgynevezett „kutter”-ben), majd ezt a pépet egy finom szűrőn átpaszírozva szeparálják, azaz „elválasztják” a csontszilánkoktól. Az eljárás során az izomszövet eredeti szerkezete felbomlik vagy átalakul. A pép az izomszövet mellett zsírszövetet, inat, ízületet és ízületi folyadékot, gerincvelőt, csonthártyát, csontot és csontvelőt, illetve egyéb nemizom szöveteket is tartalmaz, ezért a legtöbb országban a mechanikailag szeparált húst az összetevők között „hús” néven nem szabályos feltüntetni. A mechanikailag szeparált húst többnyire olcsó élelmiszerekhez használják fel, ahol ezt az élelmiszer jellege lehetővé teszi, például virsli, párizsi és egyéb vörösáru, gyorsfagyasztott félkészételek (hamburgerhús, „csibefalatok”), májkrém stb. Használják továbbá házi- és vágóállatok takarmányának fehérjeforrásaként is. Gyártásához gyakorlatilag mindenféle vágóállatot felhasználnak (leggyakoribb a csirke, a pulyka és a sertés), kivéve a marhát, mivel a folyamat során a gerincvelőben is előforduló prionok (a kergemarhakór fertőző ágense) belekerülhetnek a termékbe és fertőzést okozhatnak. A mechanikailag szeparált húst az élelmiszergyártásban kedvelik, mivel a korábban hulladékká váló vágóhídi maradványokat felhasználhatják az élelmiszerek gyártáshoz, ami növeli a gazdaságosságot.